# Speyeria nausicaa
Speyeria nausicaa är en fjärilsart som beskrevs av Edwards 1874. Speyeria nausicaa ingår i släktet Speyeria och familjen praktfjärilar. Inga underarter finns listade i Catalogue of Life.